# Brandon Flynn
Brandon Flynn (* 11. Oktober 1993 in Miami, Florida) ist ein US-amerikanischer Schauspieler, der für seine Rolle als Justin Foley in Tote Mädchen lügen nicht bekannt wurde.

## Leben
Mit zehn Jahren spielte Flynn die Rolle des Mr. Smee in einer musikalischen Aufführung von Peter Pan. Er besuchte in Miami, Florida die New World School of the Arts. In New Jersey studierte er an der Mason Gross School of the Arts, an der Rutgers-Universität, wo er 2016 mit einem Bachelor-Abschluss in Bildenden Künsten abschloss.
Nach Abschluss seiner Ausbildung spielte er in verschiedenen Werbespots und Filmen mit, beispielsweise einen Reporter für CWWs FL Kidcare Health, den Prinzipal aus Sirens und Sid aus Lost and Gone Forever. Er spielte in der Off-Broadway-Produktion Kid Victory am Vineyard Theater. Seitdem sammelte er weitere Bühnenerfahrung mit Stücken wie Much Ado About Nothing und The Crucible.
Seine bekannteste Rolle ist die des Justin Foley in der Netflix-Fernsehserie Tote Mädchen lügen nicht. Als Mike, der Praktikant spielte er 2016 in einer Folge der Serie BrainDead.
Von September 2017 bis Juni 2018 war Flynn mit Sam Smith liiert.

## Filmografie
- 2016: BrainDead (Fernsehserie, 1 Folge)
- 2017: Home Movies (Kurzfilm)
- 2017–2020: Tote Mädchen lügen nicht (13 Reasons Why, Fernsehserie, 49 Folgen)
- 2018: Binge (Kurzfilm)
- 2019: True Detective (Fernsehserie, 3 Folgen)
- 2020: Looks That Kill
- 2020: Ratched (Fernsehserie)
- 2022: Hellraiser – Das Schloss zur Hölle (Hellraiser)
- 2024: Nach dem Attentat (Manhunt, Miniserie)